# Castle House (Carmarthenshire)

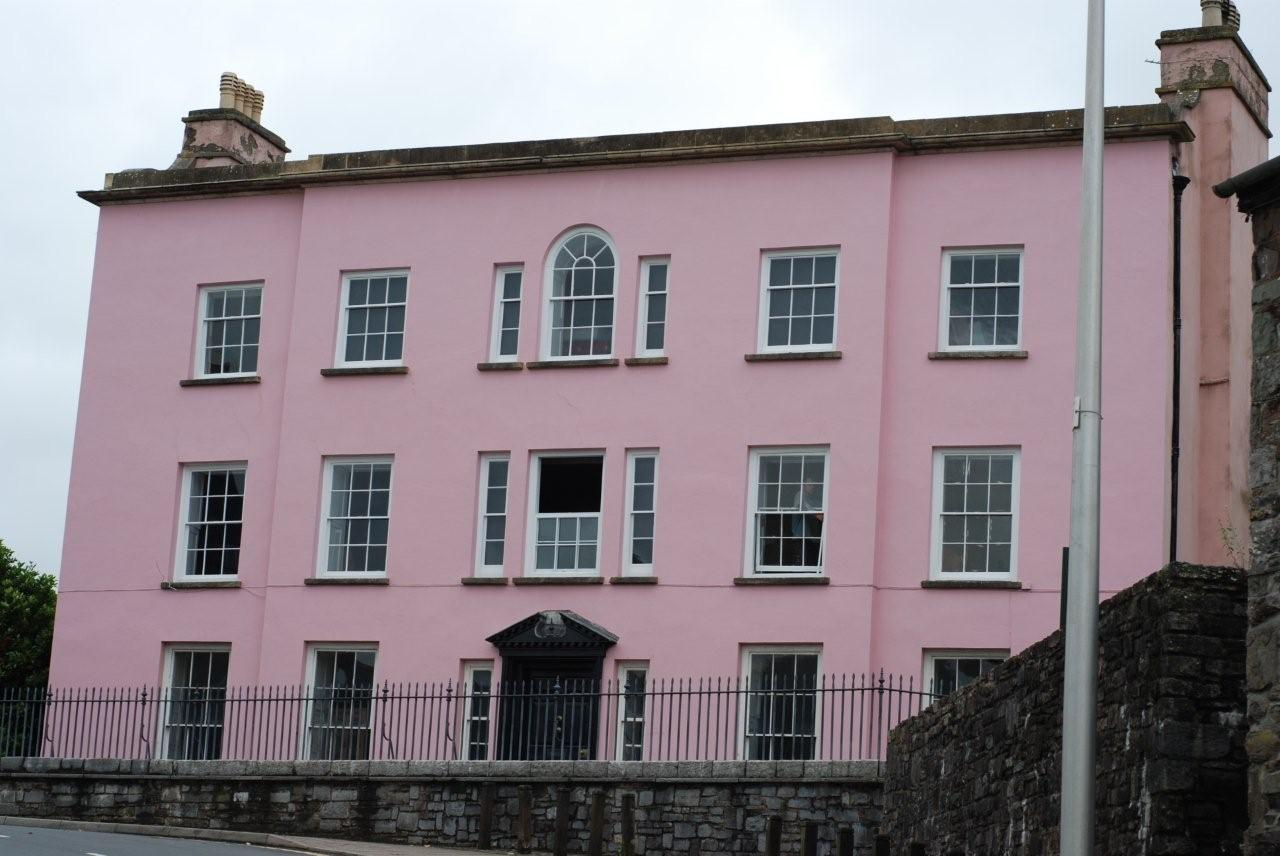
Castle House in Laugharne

Castle House ist ein Herrenhaus in Laugharne in der walisischen Grafschaft Carmarthenshire. Das Gebäude im georgianischen Stil ist als historisches Gebäude II*. Grades gelistet und Dylan Thomas beschreibt es als „das beste Haus am besten Platz“. Es ist eines von vielen bemerkenswerten Gebäuden in der mittelalterlichen Kleinstadt.
Das wurde um 1730 errichtet und im Regency innen und außen umgebaut. Das dreistöckige Haus hat eine Fassade mit fünf Jochen, wobei die mittleren drei Joche etwas hervortreten. Über dem in der Mitte liegenden Eingang ist ein Ziergiebel angebracht; darüber befinden sich dreigeteilte Fenster; das oberste ist ein venezianisches Fenster. Ein breites Gesims an der Fassade verdeckt das Schieferdach. Verschiedene Flügel, niedriger als der Hauptblock, erstrecken sich nach hinten; einer davon ist, wie der Hauptblock, im 18. Jahrhundert entstanden. Die Innenausstattung stammt größtenteils aus dem Regency oder späteren Zeiten, aber man findet dort das einzige Treppenhaus im Chinese-Chippendale-Stil in Carmarthenshire.
Früher gab es eine Reihe von Nebengebäuden hinter dem Haus, wie man auf der ersten Ausgabe der Ordnance-Survey-Country-Series-Karte (Carmarthen, XLV.14, 1899) sehen kann, und das Anwesen von Laugharne Castle war früher ein Landschaftsgarten und diente als Hausgarten. Zwei der bis heute erhaltenen Nebengebäude wurden in ein Bed and Breakfast und ein Restaurant umgebaut. Obwohl die Burg heute vom Cadw verwaltet wird, gehört der Titel immer noch zum Haus.
Bis vor Kurzem gehörte Castle House noch der Familie Starke, wie schon seit Anfang des 19. Jahrhunderts. Heute ist es das Privathaus von David Thomas und Abi Thomas, der Tochter des ortsansässigen Bildhauers David Petersen. Das Haus ist auch eng mit Schriftstellern verbunden. So schrieb dort Dylan Thomas während seines Aufenthaltes sein Portrait of the Artist as Young Dog und Richard Hughes sein In Hazard.